# Nadejda Gracheva
Pour les articles homonymes, voir Gratcheva.
Nadejda Alexandrovna Gracheva (russe : Надежда Александровна Грачёва ; née le 21 décembre 1969) est une ballerine et professeure de ballet qui a dansé avec le Ballet du Bolchoï.

## Enfance et études
Née à Semey au Kazakhstan, Gracheva étudie à l'École de ballet kazakh d'Almaty. En 1986, après avoir remporté le deuxième prix junior au Concours International de Ballet de Varna, elle est admise au College of Choreography de Moscou, où elle étudie avec Sofia Golovkina (en).

## Carrière
Après avoir terminé sa formation, elle rejoint le Ballet du Bolchoï en 1988, où elle fait ses débuts en tant que soliste. Répétant sous la direction de Galina Oulanova et, plus tard de Marina Kondratieva, elle s'entraîne sur les rôles principaux du répertoire classique et de nombreuses œuvres de chorégraphes contemporains. Elle est vite devenue la danseuse principale du Bolchoï, obtenant le titre de prima ballerina après avoir dansé Nikiya dans la production de La Bayadère en 1991.
Elle est la danseuse invitée du Théâtre National de Belgrade en 1994 et 1995 où elle danse les premiers rôles de Don Quichotte, de Giselle et du Lac des Cygnes.
En 1994, Nadezhda Gracheva a reçu le titre d'Artiste émérite de Russie et en 1996, elle est devient Artiste du peuple de la Fédération de Russie.
En 1996, elle a interprété le rôle de Jeanne dans Le dernier tango, mise en scène par le chorégraphe Viatcheslav Gordeev -  inspirée du roman de Robert Alley Le Dernier Tango à Paris et du film de Bernardo Bertolucci.
En 1997, elle se produit lors d'un concert de gala des étoiles du ballet russe à New York. L'événement fut organisé en l'honneur du 125e anniversaire de Sergueï Diaghilev.
En 1999, Gracheva interprèté le rôle de soliste dans la première partie du spectacle Symphony in C au Théâtre Bolchoï.
En 2004, elle devient la première interprète du rôle-titre dans le ballet Léa d'Alexeï Ratmansky.
La même année, la troupe du Théâtre Bolchoï met en scène les ballets les plus célèbres de George Balanchine pendant trois soirées consécutives, célébrant ainsi le centenaire de la naissance du légendaire chorégraphe. Nadezhda Gracheva est devenue la première et la seule interprète du pas de deux « Sylvia ».
En novembre 2009, le Théâtre Bolchoï accueille le spectacle caritatif de Nadejda Gracheva our vous pour la première fois, auquel ont participé, outre l’héroïne principale de la soirée, Nikolaï Tsiskaridze, Andreï Ouvarov, Maria Alexandrova, Ruslan Skvortsov.
En 2011, elle termine sa carrière scénique et devient maître de ballet-répétitrice au Théâtre Bolchoï, et est professeur-répétitrice antre autres pour Evguenia Obraztsova et Ekaterina Chipoulina.

## Distinctions
- Médaille d'argent junior au Concours International de Ballet (Varna, 1986 et 1988)
- Médaille d'or junior au Concours International de Ballet (Moscou, 1988)
- Prix Benois de la danse (1992)
- Médaille d'Or du Concours International de Ballet au Japon (1995)
- Médaille de l'Artiste du peuple de la fédération de Russie (1996)
- Prix d'État de la fédération de Russie (1997)
- Ordre de l'Honneur (2001)[1]